# Department of Government Efficiency

Logo des Department of Government Efficiency (Stand November 2024)

Das Department of Government Efficiency (DOGE, deutsch: Abteilung für Regierungseffizienz, offiziell U.S. DOGE Service Temporary Organization) ist eine Organisation der US-Administration, welche „die Regierungseffizienz und -produktivität erhöhen“ sowie staatliche IT-Systeme modernisieren soll. Das DOGE ist trotz seines Namens kein Bundesministerium („Department“), da dessen Schaffung die Zustimmung des US-Kongresses erfordern würde.
US-Präsident Donald Trump gründete DOGE am 20. Januar 2025, dem ersten Tag seiner zweiten Amtszeit, per Executive Order als Untereinheit des United States DOGE Service (ehemals United States Digital Service). Sie hat ein Büro im Eisenhower Executive Office Building und sollte laut Ankündigung etwa 20 Mitarbeiter haben.
Es ist unbekannt, wer die tatsächliche Leitung der Abteilung innehat; die Entscheidungsgewalt wurde de facto von Elon Musk ausgeübt, der auch die Öffentlichkeitsarbeit der Abteilung betreibt.
Politico.com schrieb am 22. Februar 2025:

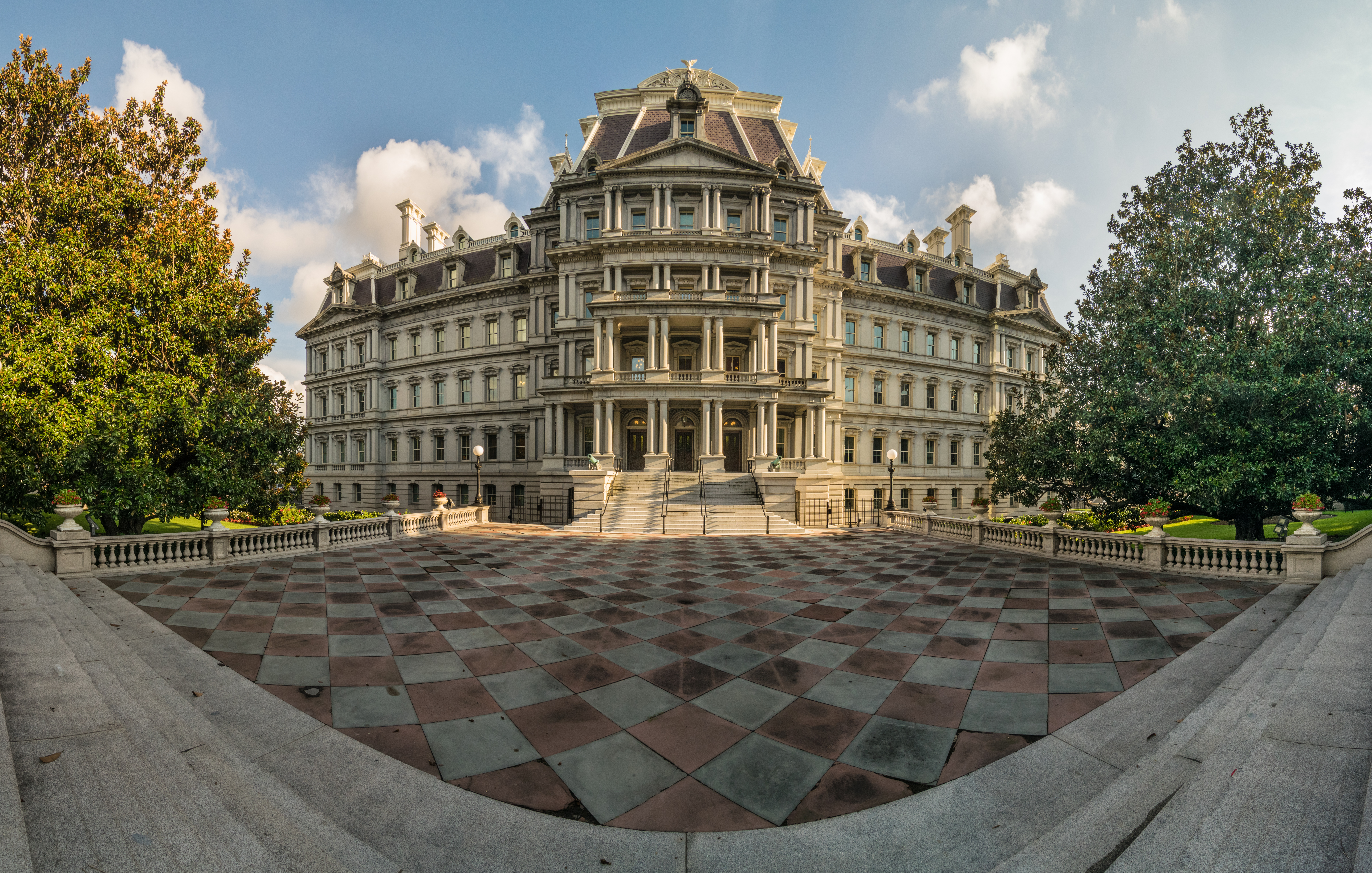
Die Abteilung hat im Eisenhower Executive Office Building ein Büro.

“Musk promised to deliver a “maximally transparent” government efficiency program. What he’s disclosed so far is a messy and inaccurate accounting of his group’s early work. The first comprehensive public listing of the billions of dollars in purported savings Musk’s DOGE […] is filled with errors.”

„Musk versprach, ein „maximal transparentes“ Programm zur Effizienzsteigerung der Regierung zu liefern. Was er bisher enthüllte, ist eine chaotische und ungenaue Bilanz der frühen Arbeit seiner Gruppe. Die erste umfassende öffentliche Auflistung der Milliarden Dollar an angeblichen Ersparnissen von Musks DOGE […] ist voller Fehler.“

## Frühere Kommissionen
Vor DOGE setzten mehrere Präsidenten Kommissionen mit der Zielsetzung von Einsparungen ein. Theodore Roosevelt ließ die Keep Commission 1905 einberufen, deren Ergebnisse allerdings seinerzeit weitgehend unbeachtet blieben.
1982 berief dann Ronald Reagan die Grace Commission mit ähnlichem Auftrag wie DOGE ins Leben,  deren Reformvorschläge vom Kongress der Vereinigten Staaten nicht umgesetzt wurden. Die von dem Industriellen J. Peter Grace geleitete Kommission von 160 Unternehmern erarbeitete bis 1984 einen 47-bändigen Bericht mit 2.478 Vorschlägen, um Kosten zu sparen und Einnahmen zu verbessern.
Unter Bill Clinton wurde unter Leitung von Al Gore ein National Performance Review mit denselben Zielrichtung wie DOGE durchgeführt. Al Gore griff dabei auch auf Vorschläge der Grace Commission zurück. Unter Barack Obama im Nachklang der Weltfinanzkrise gab es die parteiübergreifende National Commission on Fiscal Responsibility and Reform unter Leitung von Erskine Bowles und Alan K. Simpson.

## Planungen vor Regierungsantritt
Am 12. November 2024 gab Trump seine Absicht bekannt, die Kommission unter der Leitung von Elon Musk und Vivek Ramaswamy zu gründen. Jedoch ließ das Weiße Haus kurz nach Trumps Amtseinführung bekanntgeben, dass Ramaswamy nicht im Department of Government Efficiency arbeiten werde, da er für das Amt des Gouverneurs von Ohio kandidieren wolle. Trump erklärte, dass die Arbeit der Kommission spätestens am 4. Juli 2026 abgeschlossen sein werde – dem 250. Jahrestag der Unterzeichnung der Unabhängigkeitserklärung. Zudem nannte er die geplanten Ergebnisse der Abteilung „das perfekte Geschenk für Amerika“ und „möglicherweise das Manhattan-Projekt unserer Zeit“.

### Ursprünglich geplantes Programm
Im Wall Street Journal stellten Musk und Ramaswamy 2024 ihre Pläne vor. Als wesentliche Ursache für Mehrausgaben bezeichneten die beiden die Kompetenzüberschreitung von nicht gewählten Bürokraten, die glauben würden, nicht entlassen werden zu können. Es sollten bis zum 250. Jahrestag über 500 Milliarden Dollar an jährlichen Ausgaben eingespart werden, dies solle durch Deregulierung, Verkleinerung der Bundesverwaltung und Einsparungen erreicht werden. Musk und Ramaswamy wollten hierfür ein schlankes Team der ihrer Meinung nach klügsten Köpfe aus den Feldern Finanzwesen und Technologie anwerben. Elon Musk hatte allerdings zuvor Einsparpotenziale von jährlich 2 Billionen Dollar angedeutet.
Nach Vorstellungen von Ramaswamy und Musk könnte ein erster Schritt sein, eine Präsenzpflicht in den Büros für alle Bundesbeschäftigten an allen Werktagen anzuordnen. Telearbeit sei ein Privileg aus der COVID-19-Ära. Durch eine gleichzeitige Verlagerung von Behörden aus dem Großraum von Washington, D.C. würden Beschäftigte von selbst kündigen.
Anfang Januar 2025 räumte Musk ein, dass eine Einsparung von einer Billion Dollar schon ein enormer Erfolg sein würde. Ausgaben sollten so zurückgeschnitten werden, dass Dienstleistungen nur der Geldschaffung entsprechen würden. Dadurch würde laut Musk Inflation abgeschafft werden. Er erklärte, dass Bundesrichtlinien Großprojekte fast ganz illegal machen würden. Bei seinen Großprojekten würden die Formalitäten teurer als das Projekt selbst, man würde daher auf diese Richtlinien schauen.

## Leitung

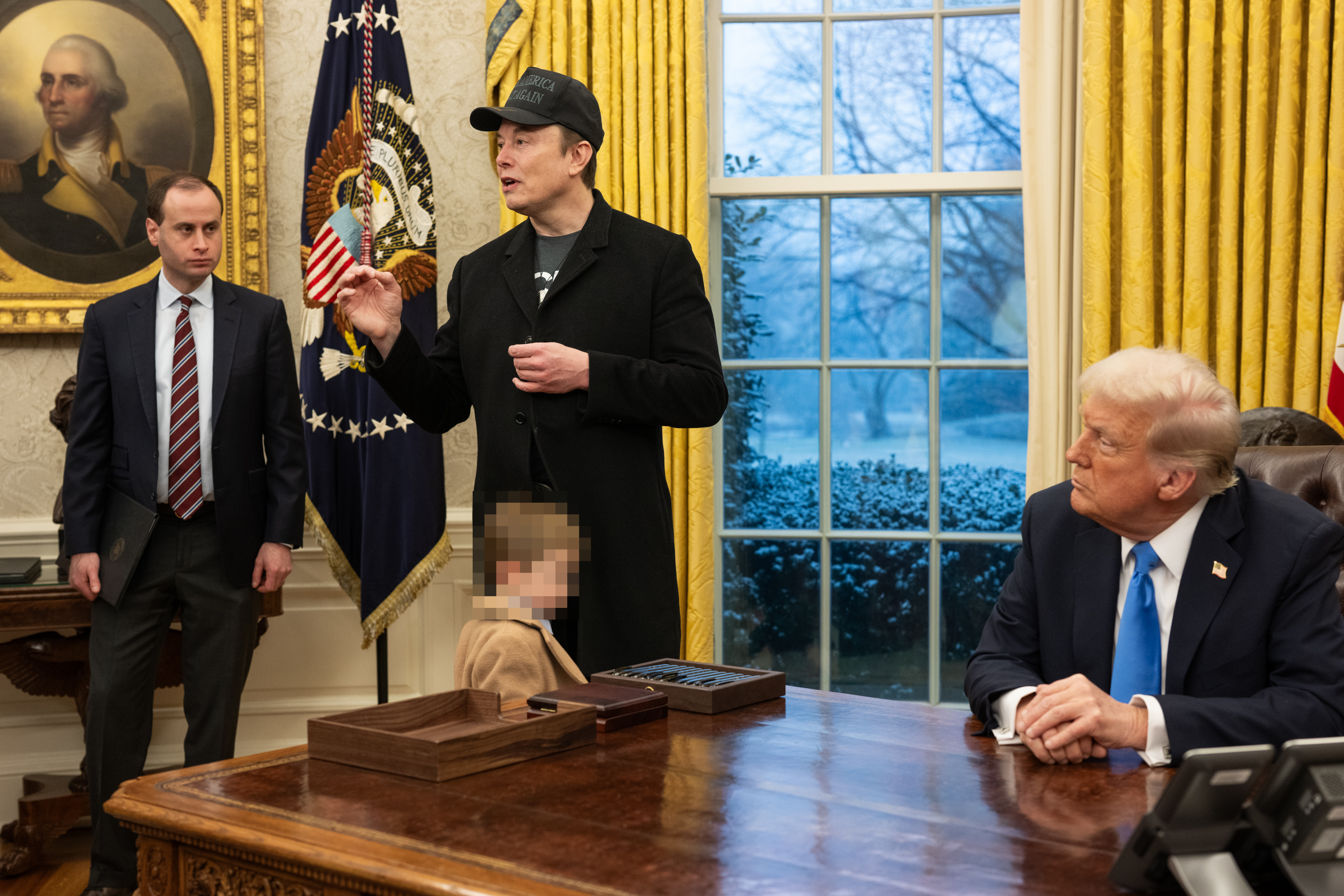
Elon Musk während einer Pressekonferenz zur DOGE-Tätigkeit im Weißen Haus am 11. Februar 2025

Nach der Einrichtung des Departments wurde DOGE nach offiziellen Verlautbarungen von Elon Musk geleitet, der auf seiner Online-Plattform zahlreiche angeblich offizielle Ankündigungen und Verlautbarungen postete.
Am 17. Februar 2025 wurde hingegen bekannt, dass Elon Musk tatsächlich bloß senior advisor, also ein führender Berater des US-Präsidenten ist. Laut einer eidesstattlichen Aussage des Direktors des Office of Administration vom 17. Februar 2025 ist Musk weder der Administrator von DOGE noch ein Angehöriger der Behörde.
Damit ist Mitte Februar 2025 nicht bekannt, wer DOGE leitet. Die Vorgängerorganisation USDS wurde bis Januar von Mina Hsiang geleitet, ihr kommissarischer Nachfolger war Ted Carstensen, der am 6. Februar zurücktrat. Spekulationen innerhalb der Behörde nannten Amy Gleason (aus dem Umfeld der ersten Trump-Regierung) oder Steve Davis (Direktor der Boring Company) als mögliche rechtlich verantwortliche Führungskräfte. Nachdem zunächst auch Rechtsvertreter der Regierung vor Gerichten nicht sagen konnten, wer die Behörde leite, gab das Weiße Haus am 25. Februar 2025 bekannt, dass Amy Gleason kommissarische Leiterin (Acting Administrator) sei.

### Rechtlicher Status
Die Rollen von Elon Musk, von DOGE und deren rechtlicher Status im politischen System der USA sind umstritten.
Laut einigen Juristen bewegt sich Elon Musk an den Grenzen rechtlicher und ethischer Beschränkungen für die Rolle von Sonderberatern in US-Präsidentschaften. Governance-Experten sehen bereits mit dem Mandat, das ihm durch die von Trump am 20. Januar 2025 unterzeichnete Executive Order zur Gründung von DOGE gewährt wurde, seine Kompetenzen als nicht rechtlich gedeckt. Die Anordnung verpflichtet Bundesbehörden, Technologie und Software des Bundes zu modernisieren, „um die Effizienz und Produktivität der Regierung zu maximieren“. De facto übten Musk und seine Mitarbeiter jedoch mehr Einfluss aus, als nur Empfehlungen abzugeben.
Laut dem Weißen Haus ist Musk ein besonderer Regierungsangestellter (special government employee), das heißt, er bekomme kein Gehalt und dürfe nur 130 Tage oder weniger im Jahr arbeiten. Er unterläge damit einigen, aber nicht allen Interessenkonflikt- und Ethikregeln für Bundesangestellte. Juristen sind uneins darüber, ob Musks wachsende Rolle in der Regierung bedeutet, dass er vom US-Senat als Kabinettsbeamter bestätigt werden muss. Im Allgemeinen müssen Beamte, die direkt dem Präsidenten unterstellt sind und über ein hohes Maß an Autonomie bei wichtigen Entscheidungen verfügen, vom Senat bestätigt werden. Die Ethik- und Interessenkonfliktregeln für solche Sonderbeamte der Regierung werden im Allgemeinen vom Weißen Haus selbst überwacht. Trump gab an, dass Musk für sein Agieren stets die Zustimmung des Weißen Hauses einholen müsse.
Einige Rechtsexperten und Interessengruppen sehen Musk nicht befugt, vom Kongress eingerichtete und finanzierte Agenturen zu schließen oder in deren Arbeit einzugreifen.
Am 28. Mai 2025 bestätigte Musk, dass er wie geplant aus der Trump-Regierung ausscheiden werde, sobald die Frist von 130 Tagen abgelaufen sei. Am selben Tag bestätigte ein Beamter des Weißen Hauses, dass Musks Ausstieg aus der Trump-Regierung bereits im Gange sei.

## Aufnahme des Betriebs 2025
Mit einer vagen und als illegal eingestuften Stellenausschreibung auf X suchte Musk Ende Januar nach einer ungenannten Zahl von Mitarbeitern; deren Anzahl wurde Anfang Februar 2025 auf bislang etwa 40 eingeschätzt. Anfang Februar begannen diese dann mit der Arbeit und legten am 3. Februar die Bundesbehörde USAID still, während andere DOGE-Teams zeitgleich in Musks Auftrag die Datenzugriffe auf alle sensiblen Daten des Finanzministeriums, der Personalverwaltung OPM und der Dienstleistungsverwaltung GSA sicherten. Musk nannte USAID zuvor ein „Schlangennest radikal-linker Marxisten, die Amerika hassen“ und eine „kriminelle Organisation“.
Ein Mitarbeiter von USAID, welcher in einem Memo aufgelistet hatte, dass Millionen Menschen durch Kürzungen von Malaria, dem Poliovirus, Unterernährung und dem Ebolafieber bedroht seien, wurde beurlaubt.
An der Machtübernahme von DOGE in den genannten Bundesbehörden waren vorwiegend junge und in Regierungsfragen unerfahrene Berufseinsteiger, Absolventen aber auch Studienabbrecher mit einem Alter zwischen 19 und 25 Jahren beteiligt; bekannt sind bislang: Akash Bobba (zuvor Praktikant bei Bridgewater, Palantir und Meta) und Edward Coristine (drei Monate Berufserfahrung bei Neuralink) sind beide als DOGE-Aufseher bei der OPM unter Amanda Scales eingesetzt. Luke Farritor (zuvor Praktikant bei SpaceX, sowie Thiel Fellow) und Ethan Shaotran (zuvor Spezialist für ein OpenAI-Startup und verknüpft mit xAI) sind bei der GSA eingesetzt, wo auch die vorgenannten Bobba und Coristine ebenfalls eingesetzt sind. Weitere bislang bekannte DOGE-Agenten sind Gavin Kliger (zuvor beschäftigt bei Databricks, veröffentlichte auf Substack Beiträge über die Vorzüge umstrittener Trump-Kandidaten für Regierungsämter), Gautier Cole Killian (zuvor beschäftigt bei Jump Trading, einem Dienstleister für Hochfrequenzhandel), Tom Krause (zugleich CEO von Cloud Software Group) und Marco Elez (zuvor beschäftigt bei SpaceX). Elez fiel durch rassistische Posts auf und brüstete sich damit, Rassist gewesen zu sein, bevor es „cool“ war („I was racist before it was cool“) Nicht umfänglich bekannt sind die exakten Funktionen und Positionen dieser Mitarbeiter, und ob jeder von ihnen (wie Musk selbst) den Status eines Special Government Employee (Regierungs-Sonderangestellter) besitzt.
Während aus der Finanzverwaltung unter dem neuen Minister Scott Bessent kommuniziert wurde, dass Musk und seine Gefolgsleute lediglich Lesezugriff auf die Daten erhalten hätten, gaben Insider bekannt, dass DOGE-Mitarbeiter Marco Elez mit seinen Admin-Rechten bereits Code-Änderungen am System des Bureau of the Fiscal Service vornehme, einer Behörde des Finanzministeriums. David Lebryk, bis dahin Administrator dieser Behörde, war aufgrund der Rechtevergabe an die DOGE-Mitarbeiter am 31. Januar nach einer über 35-jährigen Karriere im Finanzministerium zurückgetreten.
Nachdem Sicherheitspersonal den frisch ernannten DOGE-Aufsehern Zutritt zu sensiblen Bereichen verweigert hatte, bezeichnete der vermeintliche DOGE-Führer Elon Musk solchen „Widerstand“ gegen DOGE-Agenten als illegal und wurde darin von Interim-Staatsanwalt für Washington D.C., Ed Martin, bestätigt, der ein Unterlaufen der DOGE-Aufsicht mit Strafverfolgung bedrohte. Bereits die namentliche Identifizierung seiner DOGE-Agenten bezeichnete Musk als Verstoß gegen das Gesetz; zu ihren extralegalen Befugnissen gehört ebenfalls, dass sie sich nicht namentlich ausweisen müssen, andererseits aber Befragungen und Bewertungen von Regierungsangestellten durchführen.
Am 25. Februar 2025 kündigten in einem offenen Brief 21 Mitarbeiter der Behörde; Datenwissenschaftler, Produktmanager, Entwickler und IT-Abteilungsleiter, die bereits für den U.S. Digital Service gearbeitet hatten. Sie erklärten, dass sie es nicht mit ihrem Amtseid vereinbaren könnten, ihre persönlichen Fähigkeiten als Technologie-Experten einzusetzen, »um zentrale Regierungssysteme zu kompromittieren, sensible Daten der Amerikaner in Gefahr zu bringen oder kritische öffentliche Dienste zu demontieren«.

## Hauptaufgaben laut Dekret
Das DOGE hat laut Dekret von Präsident Donald Trump vom 20. Januar 2025 folgende Hauptaufgaben:
- Steigerung der Effizienz und Produktivität der Bundesregierung
- Einrichtung von DOGE-Teams in Bundesbehörden
- Modernisierung der Bundes-Technologie

Gemäß dem Dekret ist die Abteilung dem United States DOGE Service (früher: United States Digital Service) untergeordnet, welches seinen Sitz im Präsidialamt des Präsidenten hat.

## Kongress
Der Ausschussvorsitzende des United States House Committee on Oversight and Accountability im 119. Kongress James Comer plante einen Unterausschuss unter der Leitung von Marjorie Taylor Greene einzusetzen. Dieser sollte der Zusammenarbeit und Koordinierung von DOGE mit dem Repräsentantenhaus dienen. Im Senat bildete sich ein DOGE Caucus unter Führung von Senatorin Joni Ernst. Weitere Gründungsmitglieder waren die Senatoren Ted Budd, Rick Scott, John Cornyn, Mike Lee, Roger Marshall und James Lankford.

## Kritik
Kritisiert wurde die Entscheidung, Gelder für die Behörde USAID einzufrieren. USAID startete zuvor eine Untersuchung der öffentlich-privaten Partnerschaft zwischen Starlink und der Ukraine, Musk missfiel diese Untersuchung. Ferner kritisierte das International Rehabilitation Council for Torture Victims, dass mit den Kürzungen bei USAID auch die Unterstützung für die Rehabilitation von Folteropfern gesperrt wurde.
In den ersten 100 Tagen des Trump-Regimes war DOGE nach eigenen Auskünften in der Lage, 160 Milliarden Dollar an Regierungsausgaben „einzusparen“, was hauptsächlich durch die Entlassung von 250.000 Regierungsangestellten erreicht wurde. Verrechnet werden müssen diese Einsparungen allerdings mit den Kosten und Produktivitätseinbußen von 135 Milliarden Dollar, die durch das Wiedereinstellen vieler doch noch notwendiger Angestellter entstanden; diese Summe schließt die Kosten der andauernden Gerichtsprozesse über solche Stellen nicht mit ein. Insgesamt erhöhte sich das Budget der US-Regierung um 6,3%, oder 156 Milliarden Dollar.

## Datendiebstahl
Daniel Berulis, ein Mitarbeiter des National Labor Relations Board, machte Anfang April 2025 öffentlich, dass Sicherheitssysteme, die unautorisierten Endgeräten den Zugriff auf sensible Daten verweigert haben, zwischenzeitlich abgeschaltet wurden; über temporäre Root-Konten konnten Daten – darunter Kontaktinformationen von Anwälten – abgegriffen und anschließend die Spuren vernichtet wurden. Während der Entwendung der Daten ließen Mitarbeiter der Department of Government Efficiency diese ungeschützt, sodass diese zeitweise öffentlich zugänglich waren. Berulis bemerkte bereits Tage bevor sich die Behörde den Zutritt zur NLRB verschaffte, dass der DOGE-Angestellte Jordan Wick an einer Backdoor-Software arbeitete; Wick fügte in den Quellcode mehrere Tools hinzu, die scheinbar mit seiner Arbeit bei der Department of Government Efficiency zusammenhängen. Nur Minuten nachdem das Department of Government Efficiency Zugang zu den Daten erlangt hatten, versuchte eine IP-Adresse russischen Ursprungs sich Zugriff auf die Daten der NLRB zu verschaffen. Nachdem Berulis und seine Mitarbeiter um eine beim Kongress der Vereinigten Staaten sowie beim Bundesbüro für Whistleblower um Aufklärung des möglichen Datendiebstahls gebeten haben, erhielt er Tage später einen Drohbrief mit Drohnenaufnahmen von sich beim Spazierengehen mit seinem Hund.

## Klagen
Unmittelbar nach der Amtseinführung von Trump 2025 wurden drei Klagen beim Bundesgericht in Washington, D.C. eingereicht. Sie zielten auf die Auflösung von DOGE wegen der Verletzung des Federal Advisory Committee Act. Das Gesetz verlangt, dass Beratungsausschüsse objektiv und für die Öffentlichkeit zugänglich sind. Unter den Klägern ist die größte Gewerkschaft von US-Regierungsangestellten, die American Federation of Government Employees. Mit der Klage wolle die Gewerkschaft sicherstellen, dass die Behörde die gesetzlichen Bestimmungen für Beratungsausschüsse auf Bundesebene einhält. Insbesondere geht es dabei um Vorgaben zur Transparenz, etwa öffentlich zugänglicher Sitzungen und Arbeitsergebnisse. Auch andere Interessensgruppen reichten Klage gegen DOGE ein.

## Name
„DOGE“ ist ein Backronym: Die Bezeichnung Doge stammt aus der Netzkultur und ist ein Internetphänomen (Meme), das im Jahr 2013 populär wurde (eine Abwandlung des englischen Wortes „dog“, Hund). Infolge der Wahl von Trump schoss der Kurs der nach dem Meme benannten Spaß-Kryptowährung Dogecoin in die Höhe. Nachdem das von Musk vorgeschlagene Department of Government Efficiency durch Trump bestätigt wurde, gab es bei Dogecoin wieder einen Kursrückgang.